# 山Pのkiss英語
『山Pのkiss英語』（やまピーのキスえいご）は、フジテレビで2015年7月11日から2015年12月25日まで毎週土曜日 0時55分 - 1時25分（金曜日深夜）（JST、以下略）枠でレギュラー放送されたバラエティ番組である。司会は山下智久と矢作兼。
前身番組の『大人のKISS英語』は2015年3月23日に放送を終了。番組名を『大人のkiss英語』から『山Pのkiss英語』と変え、放送枠を日曜深夜から金曜深夜へと変更し、シーズン3として放送が再開された。「山P」をタイトルに据え、山下智久にとってはフジテレビ初の冠レギュラー番組となった。

## 出演者
MC
- 山下智久
- 矢作兼

ナレーション
- 藤村さおり

## ネット局
| 放送対象地域 | 放送局       | 放送期間        | 放送日時                     | 備考   |
| ------------ | ------------ | --------------- | ---------------------------- | ------ |
| 関東広域圏   | フジテレビ   | 2015年7月11日 - | 土曜 0:55 - 1:25（金曜深夜） | 制作局 |
| 静岡県       | テレビ静岡   | 2015年7月24日 - | 金曜 2:45 - 3:15（木曜深夜） |        |
| 中京広域圏   | 東海テレビ   | 不明            | 土曜 2:55 - 3:25（金曜深夜） |        |
| 広島県       | テレビ新広島 | 2015年7月25日 - | 火曜 1:25 - 1:55（月曜深夜） | [ 2 ]  |

## スタッフ
- 構成:高須光聖、宮丸直子
- TP:高瀬義美
- SW:木俣希
- カメラ:岩田一己
- VE:水野博道
- 音声:松原瑞貴
- 照明:岩村信夫
- 美術制作:三竹寛典
- 美術進行:村瀬大
- 大道具:大田和広
- アクリル:鈴木竜
- 装飾:門間誠
- ファイバーワーク:西前怜子
- デザイン:鈴木賢太
- マルチ:太田和明
- CGタイトル:山口剛
- CGデザイン:木本禎子
- 編集:横山勇介
- MA:阿部雄太
- 音響効果:田中寿一、石崎野乃
- メイク:平笑美子、佐々木麻里子、山田かつら
- スタイリスト:STUTTGART
- 技術協力:ニユーテレス、fmt、フジアール、インターナショナルクリエイティブ、IMAGICA、J-WORKS
- 協力:ジャニーズ事務所
- 広報:小中ももこ
- デスク:伊藤藍
- TK:江野澤郁子
- ディレクター:永田修一、加藤武
- AP:小関悠介、竹内承
- プロデューサー:松本祐紀
- 演出:竹内誠
- 制作:フジテレビバラエティ制作センター
- 制作著作:フジテレビ